# 曹秀荣
曹秀荣（1946年12月—），女，汉族，河北唐山人，中华人民共和国政治人物，曾任天津市妇女联合会主任、主席，天津市政协副主席。